# Władysław Żubrycki
Władysław Żubrycki (ur. 22 listopada 1888, zm. ?) – podpułkownik piechoty Wojska Polskiego.

## Przebieg służby
Od 22 czerwca do 4 września 1919 roku dowodził Lidzkim Pułkiem Strzelców. Formalnie został mianowany dowódcą tego oddziału dekretem Naczelnego Wodza Wojsk Polskich z 29 sierpnia 1919 roku. 15 lipca 1920 roku został zatwierdzony z dniem 1 kwietnia 1920 roku w stopniu majora, w piechocie, w grupie oficerów byłych Korpusów Wschodnich i byłej armii rosyjskiej. Pełnił wówczas służbę w Grodzieńskim Pułku Strzelców. 1 czerwca 1921 roku pełnił służbę w 78 Pułku Piechoty. 3 maja 1922 roku został zweryfikowany w stopniu majora ze starszeństwem z 1 czerwca 1919 roku i 185. lokatą w korpusie oficerów piechoty, posiadając prawo do tytułu podpułkownika. W 1923 roku pełnił służbę na stanowisku komendanta Powiatowej Komendy Uzupełnień Baranowicze pozostając oficerem nadetatowym 78 Pułku Piechoty w Baranowiczach. W następnym roku był już komendantem Powiatowej Komendy Uzupełnień Kowel. 31 marca 1924 roku awansował na rzeczywistego podpułkownika ze starszeństwem z 1 lipca 1923 roku i 78. lokatą w korpusie oficerów piechoty. 21 marca 1928 roku został zwolniony ze stanowiska komendanta PKU Kowel z równoczesnym oddaniem do dyspozycji dowódcy Okręgu Korpusu Nr II. Z dniem 30 kwietnia 1929 roku został przeniesiony w stan spoczynku. W 1934 roku pozostawał w ewidencji Powiatowej Komendy Uzupełnień Grodno. Posiadał przydział do Oficerskiej Kadry Okręgowej Nr III. Był wówczas „przewidziany do użycia w czasie wojny”.